# Magí Almiñana i Soler
Magí Almiñana i Soler (Sitges, 23 de febrer del 1917 – 13 d'octubre del 1988) va ser un instrumentista i compositor que es va dedicar especialment a la música lleugera.

## Biografia
Esudià al Conservatori Municipal de Barcelona. Fundà i dirigí el conjunt sitgetà "Los Íberos del Jazz", i en els anys 40 tocà en l'Orquesta Jaime Camino. Tingué una orquestra pròpia: Glory's King, Tropicana o Almiñana Soler, que actuà molt a l'estranger i fins i tot hi va gravar un disc. Dominava el trombó, el violí i el contrabaix.
Va compondre ballables, peces de concert i unes quantes sardanes.

## Obres
- Jam session en bolero, fox swing (ca 1950)
- Jam session, foxtrot (1948)
- Luna y serenata, bolero (1951), amb lletra de Pascual García Pastor
- Va, va, va, fox-swing (ca 1945)

### Sardanes
- Flaire de poniol (preguera muntanyenca) (1980)
- Jafra
- No som res
- Plaça del doctor Pérez-Rosales
- Plana Novella
- El poble-sec
- El que no mata, engreixa
- Savis de poble

## Gravacions
- LP Carnaval à Rio - Almiñana Soler et son Orchestre Tropicale. Conchita Diaz, Jaime Ventura, chant París: Guilde du jazz, 1961 (Ref. P1227)
  - Karneval In Rio - Alminana Soler und sein Tropicana Orchester Alemanya: Varieton, 1965 (Ref. POP 1227)
- Disc "de pedra" Jam session, foxtrot, interpretat pel conjunt Glory's King Barcelona: Gramófono Odeón, 1948 (Ref. CK 3595)